# Laryngospasme
Een strottenhoofdkramp of laryngospasme is een ongecontroleerde kramp van de strottenhoofdspieren. Hierdoor sluiten de stembanden de luchtstroom af en ontstaat er een plotse ademnood. Meestal duurt een laryngospasme maar korte tijd waarna de ademhaling spontaan normaliseert. 

## Ontstaan
Een strottenhoofdkramp kan beschouwd worden als een normale reactie van het lichaam ter bescherming tegen verdrinking. Wanneer er zich water bevindt ter hoogte van de larynx, sluiten bepaalde spieren automatisch de stembanden waardoor het binnendringen van water in de longen (tijdelijk) voorkomen kan worden. 
Echter dit mechanisme kan ook geactiveerd worden door andere triggers. 
In de meeste gevallen van een spontane laryngospasme is er sprake van gastro-oesofageale reflux. Door de reflux van de irriterende maagzuren in de slokdarm  (of tot in de larynx bij laryngofaryngeale reflux) raken de wanden van de slokdarm en larynx beschadigd en ontstoken. Deze irritatie kan larygospasmen uitlokken.
Hoesten kan door de verhoogde intra-abdominale druk de maaginhoud tot in de larynx duwen. Een recente verkoudheid of luchtweginfectie verhoogt dus de kans op strottenhoofdkramp.  
Laryngospasmen komen ook voor als mogelijk levensbedreigende complicatie tijdens operaties. Dampvormige anesthetica kunnen de stembanden irriteren en een laryngospasme uitlokken. Ook het plaatsen of verwijderen van een endotracheale canule bij intubatie kan een uitlokkende factor zijn.

## Verschijnselen
Een persoon met een strottenhoofdkramp zal plots niet meer kunnen praten of ademen. Na een korte tijd begint de luchtweg zich langzaam te openen waarna een typische luid piepende ademhaling (stridor) hoorbaar is. Na enkele minuten normaliseert de ademhaling spontaan. In zeldzamere gevallen verliest de persoon even het bewustzijn alvorens de ademhaling terug op gang komt.
Een heel ander verhaal zijn larygospasmen als complicatie tijdens operaties. Deze complicatie is meestal ernstig en het (her)verzekeren van de luchtweg kan ernstig bemoeilijkt zijn. Vooral bij kinderen bestaat het risico op een snelle achteruitgang en een mogelijk levensbedreigende afloop.
Ook worden laryngospasmen voorgesteld als mogelijke oorzaak van wiegendood bij zuigelingen met gastro-oesofageale refluxziekte.